# Operador (física)
Un operador és una funció sobre un espai d'estats físics sobre un altre espai d'estats. L'exemple més senzill de la utilitat dels operadors és l'estudi de la simetria (que fa que el concepte de grup sigui útil en aquest context). Per això, són eines útils en la mecànica clàssica. Els operadors són encara més importants en mecànica quàntica, on formen part intrínseca de la formulació de la teoria.

## Operadors en mecànica clàssica
En mecànica clàssica, el moviment d'una partícula (o sistema de partícules) està completament determinat pel Lagrangià. {\displaystyle L(q,{\dot {q}},t)} o equivalentment l'hammiltonià {\displaystyle H(q,p,t)}, funció de les coordenades generalitzades q, velocitats generalitzades {\displaystyle {\dot {q}}=\mathrm {d} q/\mathrm {d} t} i els seus moments conjugats:
{\displaystyle p={\frac {\partial L}{\partial {\dot {q}}}}}
Si L o H són independents d'una coordenada generalitzada q, és a dir, L i H no canvien quan es canvia q, el que al seu torn significa que la dinàmica de la partícula segueix sent la mateixa fins i tot quan canvia q, els moments corresponents es conjuguen amb aquells. es conservaran les coordenades (això forma part del teorema de Noether, i la invariància del moviment respecte a la coordenada q és una simetria). Els operadors de la mecànica clàssica estan relacionats amb aquestes simetries.
Més tècnicament, quan H és invariant sota l'acció d'un determinat grup de transformacions G:
{\displaystyle S\in G,H(S(q,p))=H(q,p)}
Els elements de G són operadors físics, que mapen els estats físics entre ells.

## Taula d'operadors de mecànica clàssica
| Transformació                    | Operador                                       | Posició                                                                            | Moment                                                                             |
| -------------------------------- | ---------------------------------------------- | ---------------------------------------------------------------------------------- | ---------------------------------------------------------------------------------- |
| Simetria de translació           | {\displaystyle X(\mathbf {a} )}                | {\displaystyle \mathbf {r} \rightarrow \mathbf {r} +\mathbf {a} }                  | {\displaystyle \mathbf {p} \rightarrow \mathbf {p} }                               |
| Simetria de translació del temps | {\displaystyle U(t_{0})}                       | {\displaystyle \mathbf {r} (t)\rightarrow \mathbf {r} (t+t_{0})}                   | {\displaystyle \mathbf {p} (t)\rightarrow \mathbf {p} (t+t_{0})}                   |
| Invariança rotacional            | {\displaystyle R(\mathbf {\hat {n}} ,\theta )} | {\displaystyle \mathbf {r} \rightarrow R(\mathbf {\hat {n}} ,\theta )\mathbf {r} } | {\displaystyle \mathbf {p} \rightarrow R(\mathbf {\hat {n}} ,\theta )\mathbf {p} } |
| Transformació de Galileu         | {\displaystyle G(\mathbf {v} )}                | {\displaystyle \mathbf {r} \rightarrow \mathbf {r} +\mathbf {v} t}                 | {\displaystyle \mathbf {p} \rightarrow \mathbf {p} +m\mathbf {v} }                 |
| Paritat (física)                 | {\displaystyle P}                              | {\displaystyle \mathbf {r} \rightarrow -\mathbf {r} }                              | {\displaystyle \mathbf {p} \rightarrow -\mathbf {p} }                              |
| Simetria T                       | {\displaystyle T}                              | {\displaystyle \mathbf {r} \rightarrow \mathbf {r} (-t)}                           | {\displaystyle \mathbf {p} \rightarrow -\mathbf {p} (-t)}                          |

on {\displaystyle R({\hat {\boldsymbol {n}}},\theta )} és la matriu de rotació al voltant d'un eix definit pel vector unitari {\displaystyle {\hat {\boldsymbol {n}}}} i l'angle θ.

## Operadors en mecànica quàntica
La formulació matemàtica de la mecànica quàntica (QM) es basa en el concepte d'operador.
Els estats físics purs en mecànica quàntica es representen com a vectors normatius unitaris (les probabilitats es normalitzen a un) en un espai especial de Hilbert complex. L'evolució temporal en aquest espai vectorial ve donada per l'aplicació de l'operador d'evolució.
Qualsevol observable, és a dir, qualsevol quantitat que es pugui mesurar en un experiment físic, s'ha d'associar amb un operador lineal autoadjunt. Els operadors han de produir valors propis reals, ja que són valors que poden sorgir com a resultat de l'experiment. Matemàticament, això significa que els operadors han de ser hermitians. La probabilitat de cada valor propi està relacionada amb la projecció de l'estat físic sobre el subespai relacionat amb aquest valor propi. Vegeu a continuació per obtenir detalls matemàtics sobre els operadors hermitians.
A la formulació de la mecànica ondulatòria de QM, la funció d'ona varia amb l'espai i el temps, o de manera equivalent amb el moment i el temps (vegeu la posició i l'espai del moment per a més detalls), de manera que els observables són operadors diferencials.
En la formulació de la mecànica matricial, la norma de l'estat físic hauria de romandre fixa, de manera que l'operador d'evolució hauria de ser unitari i els operadors es poden representar com a matrius. Qualsevol altra simetria, assignant un estat físic a un altre, hauria de mantenir aquesta restricció.
| Operador                              | Component cartesià | Definició general | Unitats SI    | Dimensions     |
| ------------------------------------- | --- | --- | ------------- | -------------- |
| Posició                               | {\displaystyle {\begin{aligned}{\hat {x}}&=x,&{\hat {y}}&=y,&{\hat {z}}&=z\end{aligned}}} | {\displaystyle \mathbf {\hat {r}} =\mathbf {r} \,\!} | m             | [L]            |
| Moment                                | General{\displaystyle {\begin{aligned}{\hat {p}}_{x}&=-i\hbar {\frac {\partial }{\partial x}},&{\hat {p}}_{y}&=-i\hbar {\frac {\partial }{\partial y}},&{\hat {p}}_{z}&=-i\hbar {\frac {\partial }{\partial z}}\end{aligned}}} | General {\displaystyle \mathbf {\hat {p}} =-i\hbar \nabla \,\!} | J s m−1 = N s | [M] [L] [T]−1  |
| Moment                                | Camp electromagnètic {\displaystyle {\begin{aligned}{\hat {p}}_{x}=-i\hbar {\frac {\partial }{\partial x}}-qA_{x}\\{\hat {p}}_{y}=-i\hbar {\frac {\partial }{\partial y}}-qA_{y}\\{\hat {p}}_{z}=-i\hbar {\frac {\partial }{\partial z}}-qA_{z}\end{aligned}}} | Camp electromagnètic (utilitza el moment cinètic; A, potencial vectorial) {\displaystyle {\begin{aligned}\mathbf {\hat {p}} &=\mathbf {\hat {P}} -q\mathbf {A} \\&=-i\hbar \nabla -q\mathbf {A} \\\end{aligned}}\,\!}                                                                                                | J s m−1 = N s | [M] [L] [T]−1  |
| Energia cinètica                      | Translació {\displaystyle {\begin{aligned}{\hat {T}}_{x}&=-{\frac {\hbar ^{2}}{2m}}{\frac {\partial ^{2}}{\partial x^{2}}}\\[2pt]{\hat {T}}_{y}&=-{\frac {\hbar ^{2}}{2m}}{\frac {\partial ^{2}}{\partial y^{2}}}\\[2pt]{\hat {T}}_{z}&=-{\frac {\hbar ^{2}}{2m}}{\frac {\partial ^{2}}{\partial z^{2}}}\\\end{aligned}}} | {\displaystyle {\begin{aligned}{\hat {T}}&={\frac {1}{2m}}\mathbf {\hat {p}} \cdot \mathbf {\hat {p}} \\&={\frac {1}{2m}}(-i\hbar \nabla )\cdot (-i\hbar \nabla )\\&={\frac {-\hbar ^{2}}{2m}}\nabla ^{2}\end{aligned}}\,\!}                                                                                         | J             | [M] [L]2 [T]−2 |
| Energia cinètica                      | Camp electromagnètic {\displaystyle {\begin{aligned}{\hat {T}}_{x}&={\frac {1}{2m}}\left(-i\hbar {\frac {\partial }{\partial x}}-qA_{x}\right)^{2}\\{\hat {T}}_{y}&={\frac {1}{2m}}\left(-i\hbar {\frac {\partial }{\partial y}}-qA_{y}\right)^{2}\\{\hat {T}}_{z}&={\frac {1}{2m}}\left(-i\hbar {\frac {\partial }{\partial z}}-qA_{z}\right)^{2}\end{aligned}}\,\!}                                                                                   | Camp electromagnètic (A, potencial vectorial) {\displaystyle {\begin{aligned}{\hat {T}}&={\frac {1}{2m}}\mathbf {\hat {p}} \cdot \mathbf {\hat {p}} \\&={\frac {1}{2m}}(-i\hbar \nabla -q\mathbf {A} )\cdot (-i\hbar \nabla -q\mathbf {A} )\\&={\frac {1}{2m}}(-i\hbar \nabla -q\mathbf {A} )^{2}\end{aligned}}\,\!} | J             | [M] [L]2 [T]−2 |
| Energia cinètica                      | Rotació (I, moment d'inèrcia) | Rotació | J             | [M] [L]2 [T]−2 |
| Energia potencial                     | N/A | {\displaystyle {\hat {V}}=V\left(\mathbf {r} ,t\right)=V\,\!} | J             | [M] [L]2 [T]−2 |
| Energia total                         | N/A | Potencial depenent del temps: {\displaystyle {\hat {E}}=i\hbar {\frac {\partial }{\partial t}}\,\!} Independent del temps: {\displaystyle {\hat {E}}=E\,\!} | J             | [M] [L]2 [T]−2 |
| Hamiltonià                            | | {\displaystyle {\begin{aligned}{\hat {H}}&={\hat {T}}+{\hat {V}}\\&={\frac {1}{2m}}\mathbf {\hat {p}} \cdot \mathbf {\hat {p}} +V\\&={\frac {1}{2m}}{\hat {p}}^{2}+V\\\end{aligned}}\,\!} | J             | [M] [L]2 [T]−2 |
| Angular momentum operator             | {\displaystyle {\begin{aligned}{\hat {L}}_{x}&=-i\hbar \left(y{\partial \over \partial z}-z{\partial \over \partial y}\right)\\{\hat {L}}_{y}&=-i\hbar \left(z{\partial \over \partial x}-x{\partial \over \partial z}\right)\\{\hat {L}}_{z}&=-i\hbar \left(x{\partial \over \partial y}-y{\partial \over \partial x}\right)\end{aligned}}} | {\displaystyle \mathbf {\hat {L}} =\mathbf {r} \times -i\hbar \nabla } | J s = N s m   | [M] [L]2 [T]−1 |
| Moment angular d'espín                | {\displaystyle {\begin{aligned}{\hat {S}}_{x}&={\hbar \over 2}\sigma _{x}&{\hat {S}}_{y}&={\hbar \over 2}\sigma _{y}&{\hat {S}}_{z}&={\hbar \over 2}\sigma _{z}\end{aligned}}}on{\displaystyle {\begin{aligned}\sigma _{x}&={\begin{pmatrix}0&1\\1&0\end{pmatrix}}\\\sigma _{y}&={\begin{pmatrix}0&-i\\i&0\end{pmatrix}}\\\sigma _{z}&={\begin{pmatrix}1&0\\0&-1\end{pmatrix}}\end{aligned}}}són les matrius de Pauli per a les partícules d'espín-1/2. | {\displaystyle \mathbf {\hat {S}} ={\hbar \over 2}{\boldsymbol {\sigma }}\,\!}on σ és el vector les components del qual són les matrius de Pauli. | J s = N s m   | [M] [L]2 [T]−1 |
| Moment angular total                  | {\displaystyle {\begin{aligned}{\hat {J}}_{x}&={\hat {L}}_{x}+{\hat {S}}_{x}\\{\hat {J}}_{y}&={\hat {L}}_{y}+{\hat {S}}_{y}\\{\hat {J}}_{z}&={\hat {L}}_{z}+{\hat {S}}_{z}\end{aligned}}} | {\displaystyle {\begin{aligned}\mathbf {\hat {J}} &=\mathbf {\hat {L}} +\mathbf {\hat {S}} \\&=-i\hbar \mathbf {r} \times \nabla +{\frac {\hbar }{2}}{\boldsymbol {\sigma }}\end{aligned}}} | J s = N s m   | [M] [L]2 [T]−1 |
| Moment dipol de transissió (elèctric) | {\displaystyle {\begin{aligned}{\hat {d}}_{x}&=q{\hat {x}},&{\hat {d}}_{y}&=q{\hat {y}},&{\hat {d}}_{z}&=q{\hat {z}}\end{aligned}}} | {\displaystyle \mathbf {\hat {d}} =q\mathbf {\hat {r}} } | C m           | [I] [T] [L]    |